# جين سميث (مغنية)
جين سميث (بالإنجليزية: Jean Smith)‏ (1 أغسطس 1959، فانكوفر في كندا)؛ مخرجة أفلام، مغنية وروائية كندية.

## روابط خارجية
- جان سميث على موقع ميوزك برينز (الإنجليزية)
- جان سميث على موقع ديسكوغز (الإنجليزية)